# Lepidochitona hartwegii
Lepidochitona hartwegii (synoniem Cyaonplax hartwegii) is een keverslak uit de familie Ischnochitonidae.
Lepidochitona hartwegii wordt 19 tot 32 mm lang.
Deze soort komt voor van Monterey in Californië tot het centrum van Neder-Californië.
De soort is genoemd naar C. Hartweg, die deze keverslak voor het eerst verzamelde.